# Thamnophis pulchrilatus
Espèce
Synonymes
- Eutaenia pulchrilatus Cope, 1885
- Thamnophis cyrtopsis pulchrilatus (Cope, 1885)

Statut de conservation UICN

 LC  : Préoccupation mineure
Thamnophis pulchrilatus est une espèce de serpents de la famille des Natricidae. 

## Répartition
Cette espèce est endémique du Mexique,.

## Description
Cette espèce est ovovivipare.

## Publication originale
- Cope, 1885 "1884" : Twelfth contribution to the herpetology of tropical America. Proceedings of the American Philosophy Society, vol. 22, p. 167-194 (texte intégral).